# Lithodora fruticosa
Lithodora fruticosa là loài thực vật có hoa trong họ Mồ hôi. Loài này được (L.) Griseb. mô tả khoa học đầu tiên.